# Juan José Padilla
Juan José Padilla är en spansk tjurfäktare. 
Han blev matador i sin hemstad Jerez de la Frontera den 18 juni 1994 vid 21 års ålder. Han blev känd som ”Cyklonen från Jerez”.
Den 7 oktober 2011 blev han svårt skadad av en tjur i Zaragoza och var nära döden av sina skador. Av en skada från ett horn fick han flera frakturer både i käken och skallen, förlamning i ansiktet, hörselbortfall i höger öra och förlorade synen på sitt vänstra öga.
Fem månader senare, i Olivenza mars 2012, återvände han till tjurfäktningsarenan med en lapp för ögat – och fick smeknamnet ”Piraten”.
Padilla hade förvarnat om att han skulle sluta tjurfäkta vid utgången av 2018. Hans sista säsong på tjurfäktningsarenorna i Spanien var fylld av stor framgång och ytterligare skador. I juli 2018 tappade han balansen under en tjurfäktning i Arévalo och föll till marken efter att ha stångats ett flertal gånger av tjuren.
Han kom tillbaka till arenan i Pamplona några dagar senare. Hans sista tjurfäktning var mot tjurar från Núñez del Cuvillo under ’’El Pilar’’-festligheterna i Zaragoza, samma arena där han hade förlorat synen sju år tidigare. Efter att ha belönats med två öron från hans sista tjur, bars han ut från arenan på axlarna och drogs sig slutligen tillbaka, såsom fortfarande nummer ett i den officiella rankningen (escalafón) av matadorer i Spanien.